# ヴァイカースハイム
ヴァイカースハイム (ドイツ語: Weikersheim, ドイツ語発音: [ˈva‿ikɐsha‿im] ( 音声ファイル)) はドイツ連邦共和国バーデン＝ヴュルテンベルク州マイン＝タウバー郡に属す市。ヴァイカースハイムは下級中心都市である。

## 地理

### 位置
ヴァイカースハイムは、フォアバッハ川がタウバー川に注ぐ河口付近、すなわちバート・メルゲントハイムから東に約10kmの地点に位置する。

### 隣接市町村
この街は、東はバイエルン州の街であるレッティンゲンおよびタウバーレッタースハイム、南東はクレーグリンゲン、南はニーダーシュテッテン、西はバート・メルゲントハイム、北西はイガースハイムと境を接する。

### 市の構成
ヴァイカースハイム市にはかつては独立した町村であったエルパースハイム、ハーゲン、ホンスブロン、ラウデンバッハ、ナッサウ、ノイブロン、クヴェクブロン、シェフタースハイムが属す。

## 歴史
ホーエンローエ家は Wighartesheim家という名で、1153年に初めて文献に登場する。村自身は古くからの帝国領で、837年にフルダ修道院の史料に初めて記録されている。ヴュルツブルク司教本部の官吏であるヴィペルト・フォン・ヴィヒハルテスハイムの所領は12世紀にコムブルク修道院に寄贈された。
ヴァイカースハイムはホーエンローエ家にとって父祖伝来の所領の一つであった。ホーエンローエ家は13世紀に、ホーエンローエ系、ヴァイカースハイム系、ブラウネック系に分裂し、15世紀にはヴァイカースハイム系のみが存続していた。
城の周辺の入植地は1313年に都市権と市壁を獲得した。初めはホーエンローエ家の自由領であったが、その後1345年からはフルダ修道院のレーエン、1392年からはヴュルツブルク司教本部のレーエンとなった。14世紀から15世紀にかけて、この街は何度も借金の担保となり、1468年になってやっと領主が定まった。
1585年の遺産相続の際、ヴァイカースハイムはくじ引きでホーエンローエ伯ヴォルフガング2世のものとなった。その後、中世の水城は現在の印象的なルネサンス様式の城館へと改築されたのである。
城下町は17世紀末にはすでに将来の改造計画が策定された。その後1710年から1712年に城から向かいの市教会まで一直線にマルクト広場が造られたことでこの計画は根本的に変更された。1729年、都市側の城の入り口に半円形のアーケードが設けられた。
1756年に最後のヴァイカースハイム系ホーエンローエ伯が亡くなったため、この街は宮廷都市の機能を喪失した。帝国代表者会議主要決議に基づく陪臣化により、1806年にこの街はヴュルテンベルク王国領となった。城は1967年にバーデン＝ヴュルテンベルク州が獲得し、修復を終えた後、一般公開された。
バーデン＝ヴュルテンベルク州で市町村改編がなされた1972年から1975年までの間に、それまで独立した自治体であった町村がヴァイカースハイムに合併した。1972年1月1日にクヴェクブロンおよびシェフタースハイムが合併し、同年3月1日にエルパースハイム、5月1日にホンスブロン、7月15日にノイブロン、9月1日にナッサウが続き、1974年1月1日にラウデンバッハが合併した。最後は1975年1月1日のハーゲンの合併であった。

### 宗教
1541年にホーエンローエ伯ヴォルフガング1世が宗教改革を受け容れて以来、この街では福音主義教会が優勢である。この街にはヴュルテンベルク福音主義州教会ヴァイカースハイム教会地区本部が置かれている。3人の牧師が属しているヴァイカースハイム教会共同体によって市内にある福音主義教会は運営されている。
福音主義教会以外に、2つのカトリックの小教区、新使徒派教会の組織や Volksmission entschiedener Christen がある。1637年から国家社会主義者に迫害されるまで、ヴァイカースハイムにはユダヤ人も暮らしていた。ヴィルヘルム通り16のシナゴーグやラウデンバッハ市区のシナゴーグ（アム・マルクト13）は、1938年の排斥活動で突撃隊により蹂躙され、破壊された。現在、これらの場所に建つ建物（それぞれ家具工房と住居になっている）には、この事件を記念するプレートが取り付けられている。

## 行政

### 市議会
ヴァイカースハイムの市議会は19議席からなる。

### 紋章
図柄: 赤地で、金の冠の下に銀の大文字で「W」。

### 姉妹都市
- ドゥネフェルドヴァール（ハンガリー、トルナ県）

## 文化と見所
ヴァイカースハイムは、それぞれ多くの見所を持つヴュルテンベルク・ワイン街道、ロマンティック街道、タウバータール自転車道沿いに位置している。

### 博物館
ゲンス塔には2004年から市立博物館が入っている。この他、タウバー地方の村博物館もこの街にある。

### 建築
全域が文化財保護区に指定されているヴァイカースハイムの歴史的な中核部には多くの文化財建築が遺されている。

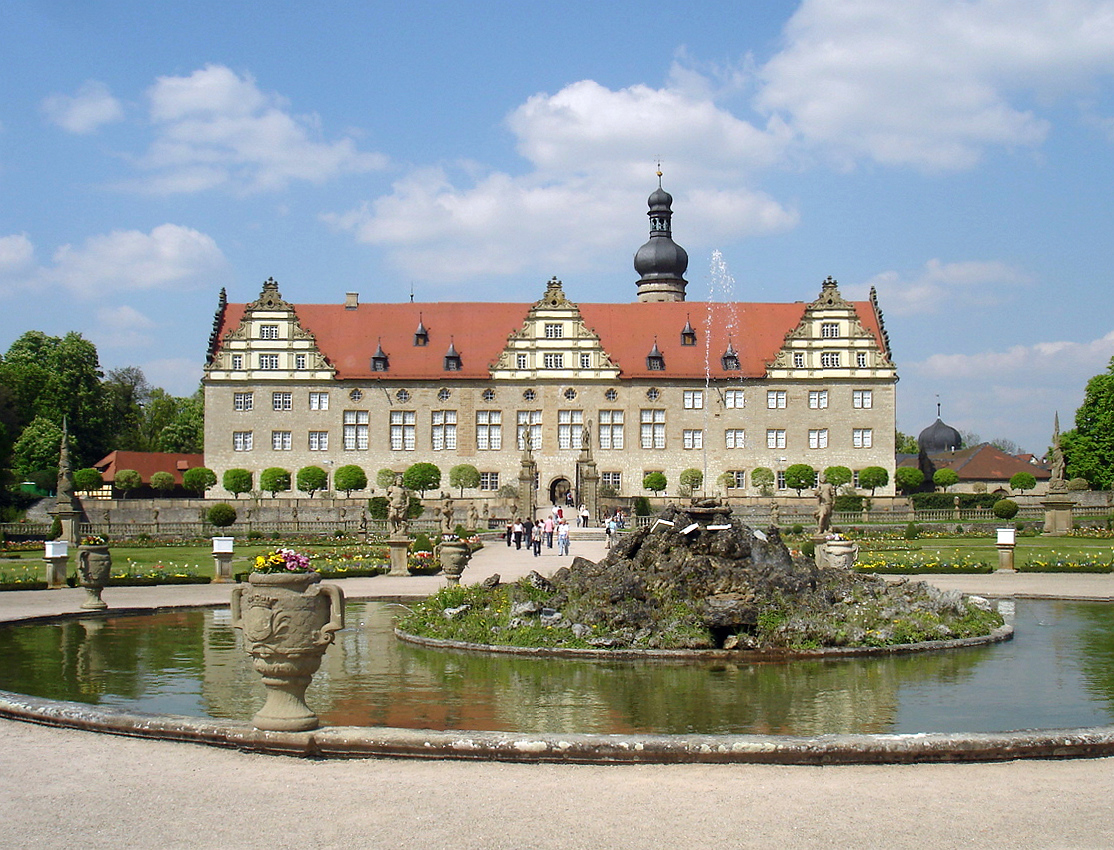
ヴァイカースハイム城

#### ヴァイカースハイム城
ホーエンローエ家の居館であり、ホーエンローエ家の城の中で最も優れたものである。本館はルネサンス様式の建物である。庭園はヴェルサイユ宮殿の庭園をモデルにしたものであり、フランケン地方で最も初期のバロック庭園の一つに数えられる。

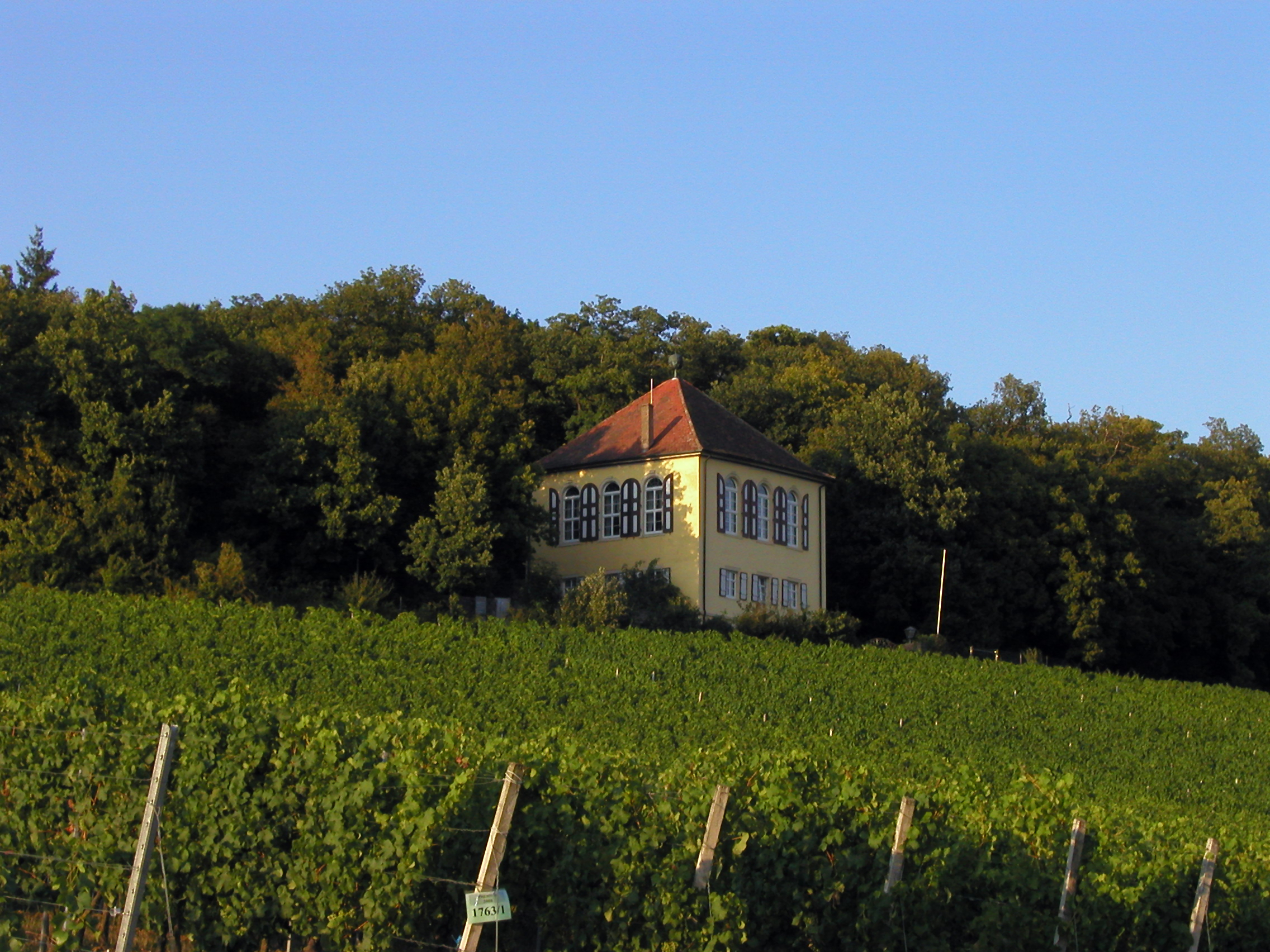
黄色の館

#### カールスベルク
17世紀に記述が見られる動物園は、カール・ルートヴィヒ伯によって1727年以降夏の宮殿に造り替えられた。この宮殿は元々中央棟と4つの小さな館からなっていた。現在は2つの小館が遺されている。1736年に完成したヨハン・クリスティアン・リュッツィヒ建造の狩りの館（附属のオランジュリも建設された）は、1865年頃に老朽化のために解体された。施設は並木道で結ばれていた。南の並木道の端に1746年に建てられた黄色の館が遺されており、現在はレストランになっている。見学客が入場できる狩りの庭は現在でも壁に囲まれており、イノシシが飼育されている。かつては厨房であった南西の館は森林博物館に利用されている。

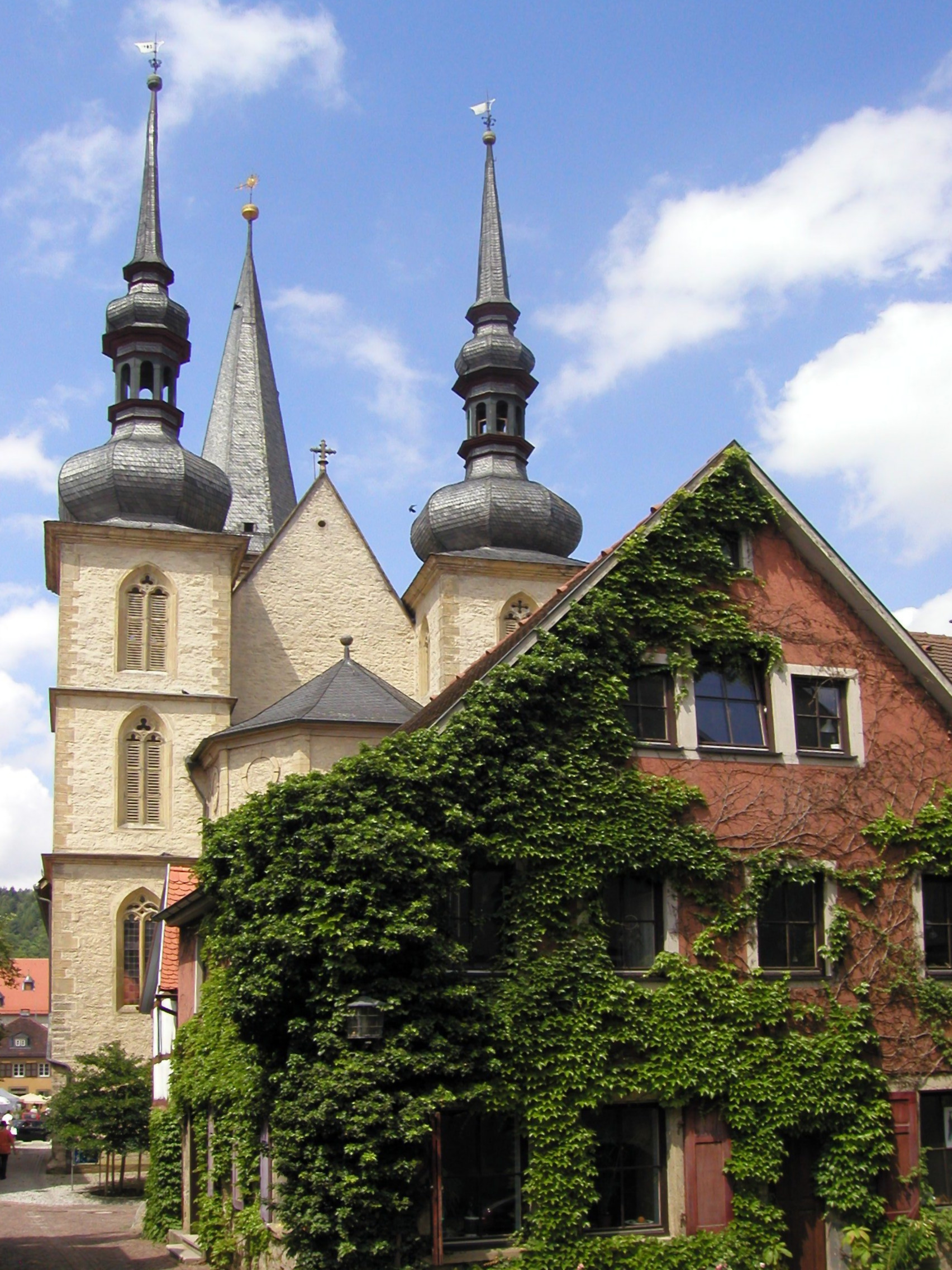
聖ゲオルク市教会

#### 聖ゲオルク市教会
歴史的なマルクト広場に面した聖ゲオルク教会(ヴュルテンベルク福音主義州教会)は半円形アーチの城への入り口や広場を縁取る家屋とともに、このホーエンローエ家の主城がある宮廷都市の牧歌的な景観を創り出している。

#### ゲンス塔
1320年頃に建設されたゲンス塔（ガチョウ塔）は第二次世界大戦末期に手ひどく破壊され、当時の市議会は交通の障害であるとして、これを取り壊す決定をした。しかし1945年の夏には早くも市民運動が興り、楼門と鐘の修復に必要な、当時の状況では大変高額な 3,396ライヒスマルクの寄付を集めた。市議会はこれに対して「他の街との交通にまったく何の役にも立っていなし、将来役立つこともない」と述べた。しかし、その後文化財局は、当時は特徴的な屋根がなかったにもかかわらず、ゲンス塔を保存することを勧告した。こうしてゲンス塔は2003年にその本来の姿を取り戻した。塔内の展示品は、言葉や絵画、物品でヴァイカースハイムの歴史の重要な段階を解説している。

### 年中行事
教会堂開基祭
9月の第1日曜日頃にケルヴェと呼ばれる教会堂開基祭が開催される。この祭の歴史は1419年にまで遡り、その歴史パレードは街の歴史を印象深く描き出す。
並はずれて豊かな文化行事に彩られた小都市ヴァイカースハイム
その豊かさは、夏のJMDの野外オペラ上演から、バーデン＝ヴュルテンベルク州で最も古い自主運営の社会文化センターの一つであるクラブW71でのフリージャズやアヴァンギャルドのコンサートに及ぶ。

## 経済と社会資本
ヴァイカースハイムとシェフタースハイムは有名なブドウ栽培地であり、ヴュルテンベルク・ワイン生産地のコッハー＝ヤクスト＝タウバー地域タウバーベルク地区に属す。

### 交通
ヴァイカースハイム駅は、1866年以来タウバータール鉄道（ヴェルトハイム - ラウダ - バート・メルゲントハイム - クライルスハイム）に面している。この路線は、2006年1月1日以降ヴェストフランケン鉄道が運営している。このタウバータール鉄道は、ヴュルツブルクとクライルスハイム駅経由でドイツ鉄道の広域鉄道網に接続する。しかし2004年以降、運行は週末だけになっている。

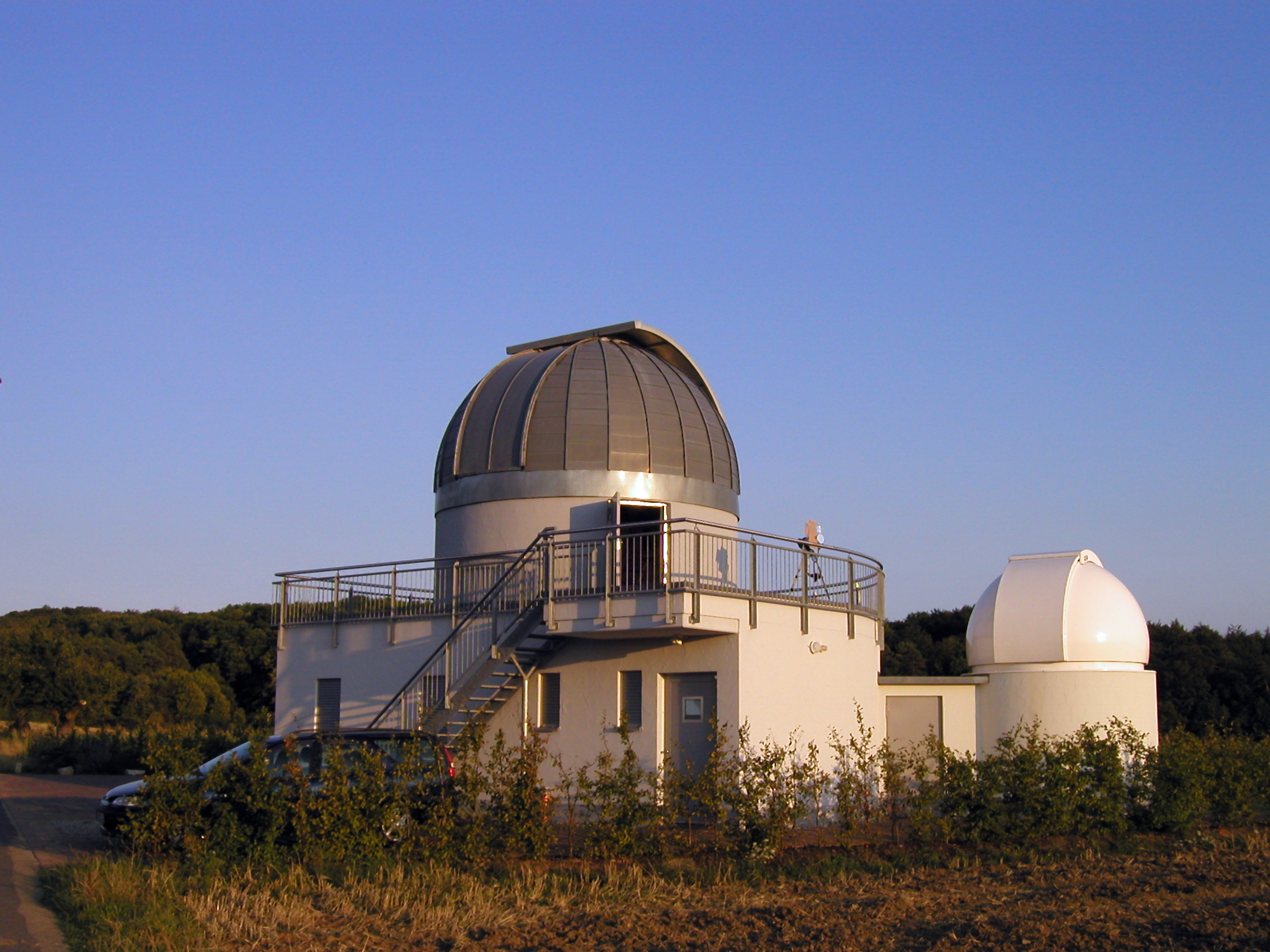
ヴァイカースハイム天文台

### 教育
ヴァイカースハイムは、中核市区にギムナジウム、職業実科学校を併設した基礎課程・本課程学校がある。この他にラウデンバッハとエルパースハイムにも基礎課程学校がある。後者はアストリッド・リンドグレーンの名を冠している。また、養護学校もある。
この街にはさらに Jeunesses Musicales International のヴァイカースハイム・音楽アカデミー学校がある。1979年からヴァイカースハイムにはヴァイカースハイム学習センターもある。ヴァイカースハイム天文台はヴァイカースハイム天文学協会によって運営されている。

## 人物

### 出身者
- ロマン・ホフシュテッター（1742年 - 1815年）ベネディクト会修道士、作曲家
- ミヒャエル・マラク（1965年 - ）SF作家

## 引用
1. ↑  Statistisches Landesamt Baden-Württemberg – Bevölkerung nach Nationalität und Geschlecht am 31. Dezember 2023 (CSV-Datei)
2. ↑  Max Mangold, ed (2005). Duden, Aussprachewörterbuch (6 ed.). Dudenverl. p. 832. ISBN 978-3-411-04066-7
3. ↑  Das Land Baden-Württemberg. Amtliche Beschreibung nach Kreisen und Gemeinden. Band IV: Regierungsbezirk Stuttgart, Regionalverbände Franken und Ostwürttemberg. Kohlhammer, Stuttgart 1980, ISBN 3-17-005708-1. S. 357–364
4. ↑  Gedenkstätten für die Opfer des Nationalsozialismus. Eine Dokumentation. Band 1. Bundeszentrale für politische Bildung, Bonn 1995, ISBN 3-89331-208-0. S. 102
5. ↑  Denkmalpflegerische Wertepläne zu den Gesamtanlagen Kirchberg/Jagst, Langenburg, Schrozberg-Bartenstein (Kreis Schwäbisch Hall) und Weikersheim (Main-Tauber-Kreis): Offizielle Übergabe der Wertepläne am 28. und 29. Januar 2009 in den Rathäusern der Städte. Pressemitteilung des Regierungspräsidiums Stuttgart vom 26. Januar 2009 (abgerufen am 1. Februar 2009)